# Episodi di Leone il cane fifone (quarta stagione)
La quarta stagione della serie animata Leone il cane fifone, composta da 13 episodi, è stata trasmessa negli Stati Uniti, su Cartoon Network, dal 6 settembre al 22 novembre 2002.
In Italia è stata trasmessa su Cartoon Network dall'11 ottobre al 27 ottobre 2004.
| n° | Titolo originale                    | Titolo italiano                   | Prima TV USA      | Prima TV Italia |
| -- | ----------------------------------- | --------------------------------- | ----------------- | --------------- |
| 1  | A Beaver's Tale                     | La storia di un castoro           | 6 settembre 2002  | 11 ottobre 2004 |
| 1  | The Nutcracker                      | Lo schiaccianoci                  | 6 settembre 2002  | 11 ottobre 2004 |
| 2  | Rumpledkiltskin                     | Rumpledkiltskin                   | 13 settembre 2002 | 12 ottobre 2004 |
| 2  | Housecalls                          | Il richiamo della casa            | 13 settembre 2002 | 12 ottobre 2004 |
| 3  | Le Quack Balloon                    | La mongolfiera di Le Quack        | 20 settembre 2002 | 13 ottobre 2004 |
| 3  | Windmill Vandals                    | Il vandalo dei mulini a vento     | 20 settembre 2002 | 13 ottobre 2004 |
| 4  | The Uncommon Cold                   | Un raffreddore straordinario      | 27 settembre 2002 | 14 ottobre 2004 |
| 4  | Farmer-Hunter, Farmer-Hunted        | Il contadino cacciatore           | 27 settembre 2002 | 14 ottobre 2004 |
| 5  | Bride of Swamp Monster              | La moglie del mostro della laguna | 4 ottobre 2002    | 15 ottobre 2004 |
| 5  | Goat Pain                           | La sofferenza del caprone         | 4 ottobre 2002    | 15 ottobre 2004 |
| 6  | Muriel Blows Up                     | Marilù esplode                    | 11 ottobre 2002   | 18 ottobre 2004 |
| 6  | Profiles in Courage                 | Profili di Leone                  | 11 ottobre 2002   | 18 ottobre 2004 |
| 7  | The Mask                            | La maschera                       | 18 ottobre 2002   | 19 ottobre 2004 |
| 8  | Squatting Tiger, Hidden Dog         | La tigre, il dragone e il cane    | 25 ottobre 2002   | 20 ottobre 2004 |
| 8  | Muted Muriel                        | Il silenzio di Marilù             | 25 ottobre 2002   | 20 ottobre 2004 |
| 9  | Aqua-farmer                         | Super Giustino                    | 25 ottobre 2002   | 21 ottobre 2004 |
| 9  | Food of the Dragon                  | Il drago che non sapeva volare    | 25 ottobre 2002   | 21 ottobre 2004 |
| 10 | Last of the Starmakers              | L'ultima creastelle               | 1º novembre 2002  | 22 ottobre 2004 |
| 10 | Son of the Chicken from Outer Space | Galline dallo spazio profondo     | 1º novembre 2002  | 22 ottobre 2004 |
| 11 | Courageous Cure                     | Una cura coraggiosa               | 8 novembre 2002   | 25 ottobre 2004 |
| 11 | Ball of Revenge                     | La palla della vendetta           | 8 novembre 2002   | 25 ottobre 2004 |
| 12 | Cabaret Courage                     | Cabaret Leone                     | 15 novembre 2002  | 26 ottobre 2004 |
| 12 | Wrath of the Librarian              | L'ira della bibliotecaria         | 15 novembre 2002  | 26 ottobre 2004 |
| 13 | Remembrance of Courage Past         | Il passato di Leone               | 22 novembre 2002  | 27 ottobre 2004 |
| 13 | Perfect                             | Perfetto                          | 22 novembre 2002  | 27 ottobre 2004 |

## La storia di un castoro
La città di Altrove è completamente inondata. All'inizio Marilù, Giustino e Leone cercano di godersi la situazione, ma poi capiscono che c'è qualcosa che non va. Leone indaga e scopre che è colpa di un castoro che ha ostruito la strada al fiume di Altrove con un'enorme muraglia.

## Lo schiaccianoci
Leone, Marilù e Giustino sono alla discarica in cerca di oggetti riciclabili. Leone trova uno schiaccianoci. Marilù invece due topi giganti che vogliono divorare lei e Giustino. Leone dovrà salvare i suoi padroni e a dargli una mano ci sarà il formidabile schiaccianoci.

## Rumpledkiltskin
Parodia della fiaba Tremotino. Marilù riceve una lettera, la quale dice che un suo lontano pro-zio scozzese è morto. Dice anche che c'è di mezzo un testamento. Lei e Leone vanno in Scozia per indagare e scoprono che la lettera è falsa e che un ometto, dal nome segreto, li ha presi in ostaggio per fargli cucire oltre cinquecentomila kilt scozzesi. Saranno lasciati liberi solo se scopriranno il suo nome.

## Il richiamo della casa
Un uomo, un certo professore, vive tutto solo nella sua orripilante villa animata. Egli l'aveva animata tanti anni prima per combattere la solitudine che lo avvolgeva. Con un altro incantesimo fa levitare la casa degli sfortunati Marilù, Giustino e Leone accanto alla sua. La dimora del professore, essendo gelosa, comincia a minare quella dei tre protagonisti.

## La mongolfiera di Le Quack
Marilù deve cucinare un piatto formidabile, ma per farlo scopre che gli serve il raro aceto svedese. Il Dottor Le Quack, che è nelle vicinanze, sente la donna parlare di questa assurdità. Si presenta fuori dalla porta di casa, dicendo che lui offre un viaggio gratis fino in Svezia. Marilù, pensando all'aceto, accetta.

## Il vandalo dei mulini a vento
Giustino sta guardando un programma comico alla televisione e Marilù fa una scultura d'acciaio per Leone. Ma all'improvviso la corrente viene a mancare e si scopre che il mulino ha smesso di girare. I tre escono fuori cercando di riparare il danno ma lo peggiorano. Giustino distrugge il mulino e una strana banda di barbari spunta fuori per magia e li segue per ucciderli. Leone indaga e scopre che sul mulino vi è una maledizione: 250 anni prima, Jiles Galette, il primo proprietario della fattoria, costruì il mulino a vento quando gli altri dipendevano da quelli ad acqua che venivano costruiti da quattro vandali, ma quando l'acqua si prosciugò i vandali, scontenti del fatto che Galette fosse l'unico rimasto ad avere un mulino funzionante, attaccarono il contadino che però riuscì a tenerli lontani intagliando un simbolo magico su ogni pala del mulino; la leggenda narra che se il mulino smettesse di funzionare, gli ormai defunti vandali tornerebbero dall'aldilà per vendicarsi contro chiunque possegga il mulino. Il trio deve riuscire a riparare il mulino prima che la vendetta dei morti a cavallo si abbatta su di loro.

## Un raffreddore straordinario
Marilù è affetta da uno stranissimo raffreddore. Una mattina, mentre sta preparando la colazione a Giustino, dopo aver starnutito un'improvvisa nuvola verde spunta fuori dal naso di Marilù. Essa racchiude la visione di una lumaca che racconta di essere prigioniera, assieme alle sue compagne, di un epico serpente di nome Bayu.

## Il contadino cacciatore
È l'inizio della stagione della caccia al cervo. Giustino sente alla TV una pubblicità dove si parla di una ricompensa di un milione di dollari a chi riesce a catturare un cervo. Subito gli viene in mente il fratello che lo prende in giro e così decide di andare a caccia e Leone va con lui. Quando Giustino è distratto, Leone va in giro e incontra una graziosa famiglia di cervi. Quando Giustino attacca i cervi essi scappano, ma poi il padre cervo inizia a dare la caccia a Giustino e lo intrappola, ma Leone riuscirà a raggiungere col cervo un accordo pacifico: lui e Giustino si affronteranno in un quiz d'intelligenza. Alla fine il cervo-cacciatore vincerà e Giustino, arrabbiato, sparerà al cervo e alla sua famiglia, ma Leone li salverà e il colpo di Giustino farà infuriare un orso. Così per salvarsi Giustino scambia il suo cappello con le corna del cervo e saltella via, finendo però per essere scambiato per un cervo da altri cacciatori.

## La moglie del mostro della laguna
Marilù, Giustino e Leone sono in viaggio sul loro furgone. A un tratto sbandano e finiscono in un pantano, per poi riuscire a evaderne. Intanto il mostro marino che vive nella laguna scambia Marilù per quella che è sua moglie. Leone dopo il rapimento della padrona si mette in cerca della vera moglie del mostro per salvare Marilù.

## La sofferenza del caprone
Marilù ha un tremendo mal di schiena e Leone scopre che anticamente esisteva una fonte della giovinezza, sulla cima della montagna, in grado di curare qualsiasi acciacco o malanno. Così la famiglia parte per la fonte, custodita però da un vecchio caprone con la cervicale, il quale non vuole assolutamente che umani accedano alle acque curative. In realtà la miracolosa fonte si è prosciugata, a causa, secondo l'animale, dello sfruttamento e dell'inquinamento di essa da parte degli esseri umani. Leone però durante la lotta con l'infuriato animale scopre la verità: una bottiglia di vetro aveva ostruito lo sbocco della sorgente, impedendo il flusso d'acqua; rimosso l'ostacolo, ora la fonte può tornare ad essere il paradiso delle capre e cura per la salute di Marilù.

## Marilù esplode
Una notte un oggetto volante misterioso si schianta nell'orto della fattoria e il giorno dopo ne cresce una carota gigante. Marilù ne è golosissima e infatti la mangia per intero. Pian piano si accorge stupefatta di riuscire ad arrivare all'ultimo ripiano del mobiletto in cucina, questo perché sta crescendo a dismisura. In televisione il generale del governo fa sapere che quella carota è altamente radioattiva e nel momento in cui qualcuno la mangerà, crescerà fino a diventare grande come una fattoria ed esploderà; inoltre offre dieci milioni di dollari per il ritrovamento. Allora Giustino si infuria con Marilù e scaraventa Leone, che nel frattempo aveva inserito la webcam nello stomaco della padrona e ne aveva scoperto una specie di virus, a recuperare la carota. Non riuscendo a disinnescare la "bomba", Leone non ha altra scelta che divorarla. Salvata Marilù, adesso è il cane ad essere in pericolo di detonazione, così corre dal generale del governo, il quale è l'unico in grado di disattivare l'ordigno, perché si scopre che il virus non è altro che un volontario dell'esercito che aveva accettato di sottoporsi a queste carote OGM. Così la carota viene apparentemente disinnescata e vomitata da Leone, che torna alle dimensioni normali. Giustino allora divora la carota, per farsi pagare i dieci milioni di dollari. Il generale gli dice che l'ha disattivata, tagliando il filo verde, ma in realtà non era quello il colore esatto, dunque Giustino esplode e la puntata finisce con una mega Marilù che mangia uno stufato di carote giganti, provenienti dall'orto improvvisamente invaso.

## Profili di Leone
Durante una fiera, Leone, Giustino e Marilù giungono nella bottega di un vecchio artista, il quale realizza per i due coniugi due profili di carta da incorniciare. Durante la notte improvvisamente le sagome prendono vita e si impossessano della vita di Marilù e Giustino, credendo che solo così potranno essere felici e sentirsi vivi. Leone mostra loro quanto sia bello essere di cartone, colorandoli, truccandoli e piegandoli a formare cappellini o animaletti. Così le figure realizzano la bellezza dell'essere di cartone, restituiscono le essenze a Marilù e Giustino e insieme al loro padrone sopraggiunto, stupefatto, fanno ritorno felici alla fiera attaccati alle corde come due aquiloni.

## La maschera
Nella fattoria arriva un essere con il volto coperto da una maschera che detesta fortemente i cani. Dopo un approccio burrascoso dice di chiamarsi Kitty, di venire dall'altra parte dei binari e che la sua amica Bunny si è innamorata di un gangster. Una volta scoperto di più sul suo passato, Leone decide di liberarla dalle grinfie del gangster.

## La tigre, il dragone e il cane
Durante un viaggio in Cina, Leone si ritrova ad affrontare sfide per essere coraggioso e salvare Marilù da un rapimento per mano di Di Lung, al servizio di sua madre, un'imperatrice malvagia che ne desidera le ossa.

## Il silenzio di Marilù
Giustino, sempre testardo e borbottone, non ascolta mai le parole di Marilù, che arrabbiata decide di "spegnersi da sola" (ovvero di non parlare più). Leone va così dalla medium per cercare di far riparlare la sua padrona. Attraverso un incantesimo si scatena una forza che è in grado di distruggere tutto, e che si può fermare solo grazie alla voce di Marilù.

## Super Giustino
Allo spettacolo del circo acquatico, un delfino deride, bagnando, Giustino che con rabbia lo sfida ad un percorso acquatico ad ostacoli, che però, perde immediatamente. Tra le risate del pubblico, chiede ed ottiene la rivincita il giorno successivo, addirittura promettendo che, in caso di ulteriore sconfitta, Marilù sarebbe rimasta col delfino. A casa Giustino tenta inutilmente di allenarsi, nella vasca da bagno, con un marchingegno costruito in cantina che lo costringe ad un'ingessatura totale. Così Leone si traveste da psicanalista e lo ipnotizza, invitandolo a tirar fuori il suo "nuovo io". Così durante la notte un nuovo super Giustino emerge da quel corpo fasciato. Durante la gara Giustino tiene testa e supera il delfino, ma il presentatore dello show lo blocca, per impedire che il suo delfino venga umiliato; Giustino si demoralizza, allora Leone lo scuote di nuovo con l'ipnosi, che per sbaglio ha effetto anche sul delfino e il presentatore. Questi si trasformano esserini minuscoli e orrendi, dimostrandosi così solo dei presuntuosi. Così Giustino può vincere la gara e nell'ultima scena lo vediamo allenarsi in un acquario gigante nel salotto di casa, in attesa di qualcuno da battere.

## Il drago che non sapeva volare
Leone è alle prese con un drago che ha intenzione di divorare Marilù. Poco dopo Leone scopre che il drago è incapace di volare e si offre quindi di aiutarlo, in cambio gli chiede di risparmiare la sua padrona. Nonostante gli sforzi di Leone però il drago non riesce nell'impresa, e infuriato si lancia all'inseguimento di Leone e Marilù. Dopo un'estenuante fuga i due giungono infine in un lago, dove incontrano un altro drago che però si rivela essere innocuo, essendo un drago acquatico e nutrendosi solamente di pesce. Poco dopo il primo drago li raggiunge e con suo stupore si rende conto di essere un eccellente nuotatore. I due draghi si incontrano e scoprono di essere fratelli e che i loro genitori persero il primo drago quando era ancora un cucciolo, che è stato poi adottato da dei draghi volanti ed è questo il motivo per cui non era mai riuscito a volare, felice di aver ritrovato la sua vera famiglia il drago si riappacifica con Leone e Marilù. L'episodio termina con Leone, Marilù e i due draghi che si godono una merenda a base di pesce, mentre Giustino viene divorato da un drago volante.

## L'ultima creastelle
Nello spazio, due calamari spaziali rischiano di essere divorati da un'enorme balena spaziale. Il maschio si sacrifica, spingendo via la sua amata verso la Terra. Il giorno dopo Leone e Marilù trovano la calamara, prendendosi cura di essa, scoprendo che è lei a creare le stelle in cielo. Giustino chiama il Governo sperando di ricavare un profitto. La creastelle viene quindi rinchiusa in una cupola, mentre lentamente si avvicina la sua morte. Leone la salva, scoprendo anche che portava con sé delle uova, gli ultimi creastelle. Poco dopo le uova si schiudono, andando verso il cosmo, mentre la creastelle si trasforma in un giardino. Invece Giustino, poiché i soldi che gli hanno dato erano fatti di carburante sperimentale per razzi, viene catapultato nello spazio e diventa una costellazione. 

## Galline dallo spazio profondo
Leone e i padroni stanno ridipingendo il loro pollaio, ma non sanno decidersi se dipingerlo di rosa o di blu. Mentre Marilù e Giustino entrano in casa a prendere il tè, Leone subisce un incontro ravvicinato con il figlio del Pollo spaziale, un grosso pollo alieno con tre teste. Dopo vari tentativi falliti di uccidere Leone, le tre teste iniziano a picchiarsi e improvvisamente si mettono a piangere. Leone scopre che la madre aveva detto loro di distruggere Leone per vendicare il loro padre e che se non ci fossero riusciti non avrebbero più fatto ritorno a casa. Leone decide di aiutarli fingendosi picchiato e viene fatto fotografare, così il pollo a tre teste può tornare a casa e come ringraziamento trasforma Leone, Marilù e Giustino in un pollo a tre teste anche se non viene fatto vedere come.

## Una cura coraggiosa
Nello spazio una razza che ha braccia al posto dei piedi è afflitta da un morbo che comporta l'autolesionismo per l'infetto. Gli scienziati addetti alla cura prelevano Leone, Giustino e Marilù dalla Terra per poter sperimentare su di loro una cura per la loro malattia. Ma il procedimento va storto e Leone si trova nella situazione di dover produrre da solo il siero per la cura.

## La palla della vendetta
Giustino, stufo che Leone abbia sempre cose migliori delle sue, chiama alcuni dei nemici che il cagnetto rosa ha sconfitto in passato (Gatti, Le Quack, la Volpe, la Talpa mannara, Piedone il grande e la Regina della pozzanghera nera) e assieme a loro si riunisce in cantina per elaborare un piano. I malvagi rapiscono Marilù e Leone cade nella trappola. I nemici lo sfidano ad una partita di palla avvelenata e Leone sta per perdere. Tuttavia Marilù lo incita dicendogli che saprà fare qualcosa meglio di loro così Leone inizia a urlare talmente forte da distruggere mezza cantina e provoca un buco al centro del pavimento nel quale i suoi nemici (tranne Le Quack che si era ritirato durante l'intervallo e la Talpa mannara che si era nascosta dentro una conchiglia) cadono. La puntata si conclude con Leone che accende la televisione e vede Fred lo strambo.

## Cabaret Leone
Leone, Marilù e Giustino sono a Hollywood quando improvvisamente vengono risucchiati in un tombino finendo in uno strano posto simile ad un teatro. Lì una creatura mostruosa, simile ad un ulcera, offre ai tre delle ricche ricompense se le loro esibizioni l'avessero entusiasmato: Marilù e Giustino falliscono e vengono scaraventati in una botola piena di succhi gastrici; Leone rifiuta ogni ricompensa, volendo soltanto salvare i suoi padroni. La creatura colpita dalla bontà d'animo di Leone ha un attacco di cuore, ma il cane però riesce a curarla facendola ritornare umana.

## L'ira della bibliotecaria
Leone deve restituire un libro in biblioteca dopo averlo avuto per quasi due anni. Sfortunatamente non ha i soldi adatti per ridarlo e la bibliotecaria, una vecchia megera, mostra la sua ira lanciando un incantesimo nascosto nel libro contro Marilù e Giustino che leggendolo si trasformano in una fata e un pirata dotato di aculei, ossia i protagonisti della storia. Intanto la penale per il libro sale sempre di più, fino a raggiungere una cifra altissima, e la perfida bibliotecaria non vuole sentire ragioni; intimando al cagnolino di stare zitto facendogli osservare la cifra da pagare riportata sul display della cassa. Leone dovrà ottenere la somma giusta per annullare la maledizione.

## Il passato di Leone
Dopo aver visto sulla scatola del latte una ricompensa per chi ritroverà dei cani scomparsi, Leone rievoca il ricordo peggiore della sua vita: in origine il cagnolino viveva in una famiglia di cani molto nobile, ma un giorno, rimanendo accidentalmente incastrato in una recinzione, fu mandato dal veterinario che però, nonostante avesse liberato il piccolo Leone dalla recinzione, aveva altre intenzioni: voleva spedire con un razzo i genitori di Leone nello spazio e ci riuscì, lasciando Leone triste e solo in un cassonetto dove incontrò Marilù che lo portò a casa con lui. 
Tornando al presente, Marilù e Giustino portano Leone dallo stesso veterinario per scoprire la causa del suo problema, poiché, dopo aver visto l'annuncio sul cartone del latte, ha smesso di muoversi e "parlare". Di conseguenza i due agricoltori e il cane dovranno fare i conti con il malvagio dottore; costui si rivela essere uno scienziato pazzo che sta lavorando ad un esperimento segreto, il quale prevede l'invio e l'allevamento di cani nello spazio. Il veterinario tenta quindi di spedire Leone o la sua famiglia nello spazio, ma il tenero cane rosa riuscirà a vincere la sua paura salvando i padroni e rinchiudendo lo scienziato pazzo nel suo stesso veicolo spaziale. Mentre così Leone, Marilù e Giustino tornano a casa, il veterinario finisce su uno strano pianeta dove viene sbranato e probabilmente ucciso dai genitori di Leone e dagli altri cani che lui stesso aveva usato come cavie.

## Perfetto
Tutti sembrano rinfacciare a Leone il fatto che lui non sia perfetto, tranne Marilù che lo ama profondamente. Allora una strana donna appare in casa di Leone, per magia, e si scopre che è una professoressa che come missione dovrà renderlo perfetto. Leone ce la mette tutta ma alla fine scoprirà di essere già perfetto senza aver bisogno di qualcuno che glielo insegni. Durante il test finale per la perfezione, il cui compito è scrivere perfettamente un 6, Leone combina la sua ennesima imperfezione facendo infuriare la donna, che si scioglie per la rabbia. La puntata si conclude quindi con il cane e la sua famiglia che pranzano in allegria.